# Американское бриологическое и лихенологическое общество
Америка́нское бриологи́ческое и лихенологи́ческое о́бщество (англ. American Bryological and Lichenological Society; ABLS) — научная общественная организация, объединяющая специалистов в областях бриологии и лихенологии и базирующаяся в США. Основана в 1898 году.

## История
Общество было основано в 1898 году биологами Элизабет Гертрудой Бриттон (1858—1934) и Abel Joel Grout. Первоначально общество называлось Sullivant Moss Society в честь крупнейшего бриолога William Starling Sullivant (1803—1873). Значительную роль в развитии общества в первые его годы сыграла ботаник и бриолог Annie Morrill Smith (1856—1946). Она была редактором главного периодического издания общества (The Bryologist) в 1905—1911 годах. Она также 10 лет была казначеем общества, 7 лет вице-президентом и 2 года президентом общества.
В журнале общества (The Bryologist) публикуются статьи по всем аспектам биологии мхов, лишайников, печёночников и других низших растений.

## Журналы
- The Bryologist, с 1898- (1 раз в квартал)